# Absorpcja swoista
Absorpcja swoista, absorpcja właściwa – energia pochłonięta lub rozpraszana w masie zawartej w objętości tkanki biologicznej w czasie ekspozycji na pole elektromagnetyczne, zwykle o częstotliwości radiowej.
Absorpcję swoistą wyraża się w dżulach na kilogram.
Parametr ten wykorzystywany jest do określenia wielkości energii (dW) pochłoniętej przez daną tkankę lub cały organizm o danej masie (dm), gęstości (ρ) i objętości (dV).